# Got the Beat
Got the Beat (кор. 갓더비트; ром. Gatdeobiteu; стилизуется как GOT the beat) — южнокорейская супер гёрл-группа, созданная в 2022 году компанией SM Entertainment. Это первый юнит проектной группы Girls On Top, состоящий из семи участниц: BoA, Тхэён и Хёён из Girls' Generation, Сыльги и Вэнди из Red Velvet, Карины и Винтер из Aespa. Дебют состоялся 3 января 2022 года с синглом «Step Back».

## Карьера

### Предпосылки
Все участницы Got the Beat являются частью звукозаписывающих артистов SM Entertainment. BoA была активной артисткой с 13 лет, когда она дебютировала в качестве сольной исполнительницы в 2000 году. Тхэён и Хёён дебютировали как участницы Girls' Generation в 2007 году, а также как участницы второго саб-юнита Girls’ Generation — Oh!GG в 2018 году Тхэен также является участницей первого саб-юнита Girls’ Generation — TTS с 2012 года. Тхэён и Хёён так же дебютировали как сольные исполнительницы. Сыльги и Венди дебютировали в качестве участниц Red Velvet в 2014 году. Сыльги является участницей саб-юнита Red Velvet Red Velvet — Irene & Seulgi с 2020 года. Вэнди дебютировала сольно в 2021 году. Карина и Винтер дебютировали в качестве участниц Aespa в 2020 году.

### 2022-н.в: Дебют иStamp on It
SM Entertainment объявили о запуске проектной группы Girls On Top и ее первого юнита Got the Beat 27 декабря 2021 года, в котором Got the Beat сосредоточен на интенсивных танцевальных песнях и выступлениях. Группа выступила 1 января 2022 года на онлайн-концерте SMTOWN Live 2022: SMCU Express @Kwangya. 28 декабря 2021 года было объявлено, что дебютный сингл группы под названием «Step Back» выйдет 3 января. Песня достигла 11-го места в цифровом чарте Gaon и 5-го места в мировом чарте цифровых песен Billboard. 1 января группа исполнила «Step Back» на SMTOWN Live 2022: SMCU Express @Kwangya, прежде чем дебютировать в официальном эфире музыкальной программы M Countdown почти месяц спустя. Got the Beat получили свою первую награду на музыкальное шоу Inkigayo 30 января.
29 декабря SM объявили о возвращении с первым мини-альбомом Stamp On It 16 января 2023 года. 1 января 2023 группа выступила на концерте «SMTOWN LIVE 2023 : SMCU PALACE @KWANGYA», с песней «Stamp On It». 16 января был выпущен первый мини-альбом.

## Состав
- БоА (кор. 보아)
- Тхэён (кор. 태연) (Girls' Generation)
- Хёён (кор. 효연) (Girls' Generation)
- Сыльги (кор. 슬기) (Red Velvet)
- Вэнди (кор. 웬디) (Red Velvet)
- Карина (кор. 카리나) (Aespa)
- Винтер (кор. 윈터) (Aespa)

## Дискография

### Мини-альбомы
- Stamp on It (2023)

## Концерты

### Участие в концертах
- SM Town Live 2022: SMCU Express at Kwangya (2022)
- SM Town Live 2022: SMCU Express (2022)
- SM Town Live 2023: SMCU Palace at Kwangya (2023)

## Примечание
1. ↑  Tamar, Herman. The 'female SuperM', K-pop group Girls on Top to feature Aespa pair, BoA, Taeyeon of Girls' Generation and other familiar faces. South China Morning Post (27 декабря 2021). Дата обращения: 28 декабря 2021. Архивировано 27 декабря 2021 года.
2. ↑  Chan, Tim. Meet 'Girls on Top:' K-Pop's New Female 'Super Group'. Rolling Stone (3 января 2022). Дата обращения: 8 января 2022. Архивировано 4 января 2022 года.
3. 1 2  Lee, Tae-soo. 보아·태연·카리나 등 뭉쳤다...SM 여성 유닛 '갓 더 비트' 출범. en:BoA, Taeyeon, Karina, etc. have teamed up...SM female unit 'Got the Beat' launched (кор.). Naver. Yonhap News Agency (27 декабря 2021). Дата обращения: 8 января 2022. Архивировано 27 декабря 2021 года.
4. ↑  Lee, Jae-hoon. 보아·태연·효연·슬기·웬디·카리나·윈터...SM '갓 더 비트'. en:BoA, Taeyeon, Hyoyeon, Seulgi, Wendy, Karina, Winter...SM 'God the Beat' (кор.). Naver. Newsis (27 декабря 2021). Дата обращения: 11 февраля 2022. Архивировано 11 января 2022 года.
5. ↑  Park, Se-yeon. 갓더비트 보아·태연·슬기·윈터 티저 공개 '강렬'. en:Got the Beat BoA, Taeyeon, Seulgi, Winter teaser released 'Strong' (кор.). Naver. Maeil Economic Daily (28 декабря 2021). Дата обращения: 11 февраля 2022. Архивировано 11 января 2022 года.
6. ↑  Park, Eun-hae. '인기가요' 갓 더 비트 1위, 규현 펜타곤 김용준 화려한 컴백무대. en:'Inkigayo' Got the Beat 1st Place, Kyuhyun Pentagon Kim Yong-jun Splendid Comeback Stage (кор.). Naver (30 января 2022). Дата обращения: 30 января 2022. Архивировано 30 января 2022 года.
7. ↑  갓 터 비트, 1월 16일 컴백...신곡 무대 ‘SMTOWN LIVE 2023’서 선공개 (кор.). MBN (29 декабря 2022). Дата обращения: 29 декабря 2022. Архивировано 29 декабря 2022 года.